# Mario Pretto
Mario Pretto (* 7. September 1915 in Schio; † 2. April 1984 in Campinas, Brasilien) war ein italienischer Fußballspieler und -trainer. Pretto war vor allem in den 1930er und 1940er Jahren als rechter Außenverteidiger aktiv und führte Bolivien später als Nationaltrainer zur Weltmeisterschaft 1950.

## Karriere

### Verein
Mario Pretto begann seine Profikarriere 1937 beim Associazione Calcio Napoli in der italienischen Serie A. Für die Neapolitaner absolvierte er bis zu seinem Karriereende 1949 insgesamt 229 Ligaspiele.

### Trainer
Nach seiner aktiven Karriere wechselte Pretto ins Trainergeschäft. 1950 übernahm er die Nationalmannschaft von Bolivien und führte sie zur Weltmeisterschaft 1950. Dort schied die Verde in der Gruppenphase mit einer 0:8-Niederlage gegen den späteren Weltmeister Uruguay aus. Im Jahr 1951 übernahm er den chilenischen Verein Audax Italiano, bei dem er bis 1954 blieb. 1957 stand er beim brasilianischen Verein Guarani FC an der Seitenlinie.